# Jimmy Woo
James Woo (Woo Yen Jet) es un agente secreto ficticio que aparece en los cómics estadounidenses publicados por Marvel Comics. Creado por el escritor de EC Comics, Al Feldstein y el artista Joe Maneely, el personaje chino-estadounidense apareció por primera vez en Yellow Claw # 1 (octubre de 1956) de Atlas Comics, el predecesor de la década de 1950 de Marvel. Woo ha aparecido ocasionalmente en una variedad de publicaciones de Marvel.
El personaje ha hecho apariciones escasas y menores en medios animados y videojuegos. Sin embargo, él aparece en los medios de acción en vivo como un personaje recurrente en Marvel Cinematic Universe, en el que es interpretado por Randall Park en la película Ant-Man and the Wasp (2018), la serie de Disney+, WandaVision (2021) y un cameo en Ant-Man and the Wasp: Quantumania (2023).

## Historial de publicaciones
Jimmy Woo fue el héroe de la serie de espionaje Yellow Claw, llamada así por su antagonista, un mandarín comunista de "peligro amarillo". Mientras que la serie de corta vida nombrada después de ese villano corrió solo cuatro números (octubre de 1956 - abril de 1957), presentó el arte de Maneely, Jack Kirby y John Severin.
Kirby asumió el cargo de escritor y artista con el número 2, escribiendo su propia obra de lápiz allí y en el siguiente número, representando dos de las raras ocasiones en que lo hizo. En el último número, el entintado fue hecho por Western y el veterano de los cómics de guerra Severin. Además, otros artistas dibujaron las portadas: Severin en el # 2 y # 4, Bill Everett en el # 3.
Bien considerado por su historia relativamente madura y, en particular, para el arte exquisitamente atmosférico de Maneely, el libro, sin embargo, no pudo encontrar una audiencia. Woo y otros personajes de la serie fueron llevados al universo de Marvel una década después, comenzando con la historia de "S.H.I.E.L.D." en Strange Tales # 160 (septiembre de 1967). Woo se une a esa agencia de espionaje en Nick Fury, agente de S.H.I.E.L.D. # 2 (julio de 1968).
Woo pasó a aparecer en la serie Marvel de 1977-1979 Godzilla y en la serie Marvel Agentes de Atlas 2006-07 . Antes de la cancelación del universo alternativo Marvel de 1990, Razorline, como títulos producidos pero inéditos de sus diversas series, se preparaban para mezclar Razorline en la continuidad primaria de Marvel, Woo y Nick Fury y otros agentes de S.H.I.E.L.D., estrella invitada en Wraitheart # 5. Woo actuó como el líder de un equipo de agentes de S.H.I.E.L.D., llamados Agentes de Atlas, en la serie 2006-2007 de ese nombre.

## Biografía del personaje ficticio
James Woo es un agente asiático-estadounidense del FBI asignado principalmente para investigar y detener al mandarín nacional chino conocido como Yellow Claw, un manqué de Fu Manchú (el autor Sax Rohmer tenía una novela de Fu Manchu titulada The Yellow Claw). The Yellow Claw, que intenta dominar el mundo, afirmó en los cómics de la década de 2000 que su rúbrica estadounidense es una mala traducción de los caracteres chinos de "Golden Claw". Para complicar las cosas, la nieta de la Garra, Suwan, estaba enamorada de Woo en la serie de los cincuenta. 
En las historias de retcon, Woo es el agente del FBI asignado en 1958 para supervisar el equipo de superhéroes de los años 50, Los Vengadores, un antecesor efímero del equipo más reciente y más establecido de ese nombre.
Como agente de S.H.I.E.L.D., Woo se unió a su "Escuadrón Godzilla" para perseguir al monstruo gigante Godzilla (el personaje de la larga serie de películas del estudio de cine japonés Toho). Esta unidad, dirigida por Dum Dum Dugan, empleaba armas tales como un robot gigante llamado Red Ronin (para el cual Woo fue preseleccionado como candidato piloto), y tenía su sede en una versión más pequeña del Helicarrier de S.H.I.E.L.D., conocida como Behemoth.
Woo fue reemplazado temporalmente por un Life Model Decoy (una forma de humano artificial utilizado por S.H.I.E.L.D.) de la clase "Deltan" autoconsciente y renegada, y atravesó cinco de esos cuerpos antes de morir con otros LMD arrepentidos. Woo resurgió de estasis, junto con otros oficiales de alto rango que habían sido tomados y reemplazados.
En las historias de 2006-2007, Woo intentó una redada secreta de un grupo identificado como la Fundación Atlas. Al irse sin permiso y llevar consigo a varios otros agentes voluntarios, se infiltró en una ubicación de la Fundación Atlas, lo que provocó la muerte de todos los reclutas. Woo fue quemado críticamente y perdió una función cerebral más alta. El antiguo Vengador, Hombre Gorila de los años 50, ahora también agente de S.H.I.E.L.D., le dio a la organización un registro clasificado del equipo de los años 50, del cual S.H.I.E.L.D. no tenía conocimiento previo. Hombre Gorila rescata a Woo con la ayuda de sus compañeros de equipo de la década de 1950 M-11 y Marvel Boy, quien restaura a Woo a su yo de 1958.
Junto con sus compañeros de equipo, sigue la Fundación Atlas en todo el mundo, descubriendo secretos sobre las vidas anteriores de sus compañeros de equipo, devolviendo la vida a Namora, y finalmente enfrentando a Yellow Claw, quien revela que toda la prueba fue solo una prueba. Cuando Woo pasó sin problemas, se suicidó , poniendo fin a su larga vida y otorgando a Jimmy Woo su papel de Jefe de la Fundación Atlas y la mano de Suwan. Woo luego emerge en Nueva York, donde él y Spider-Man cerraron una célula rebelde de la Fundación Atlas.
Durante la historia de Infinity, se muestra que Jimmy ahora es el jefe de la Escuela Pan-Asiática para los inusualmente dotados, una escuela basada en Mumbai para adolescentes asiáticos con habilidades sobrehumanas. Jimmy Woo dirige la escuela con Sanjar Javeed como compañero profesor.
Jimmy aparece junto a varios superhéroes asiático-americanos (Hulk (Amadeus Cho), Ms. Marvel, Shang-Chi, Silk y el agente de S.H.I.E.L.D., Jake Oh) para un evento de caridad en Flushing, Queens. Más tarde, mientras están en la ciudad de Nueva York, son atacados por un ejército alienígena invasor. Durante la batalla, los héroes y varios civiles son transportados a una base cerca de Seknarf Seven, el planeta natal de los alienígenas, y aprenden que serán consumidos. Doblando a su nuevo grupo "los Protectores", Jimmy reúne al grupo ya los civiles para prepararse para la batalla. Después de elaborar un plan de escape, el Príncipe Regente Falkan, gobernante de Seknarf Seven, llega con sus soldados y exige que tres de los humanos se entreguen. Cuando Amadeus, Jimmy y Jake se ofrecen a los alienígenas, los civiles usan sus artilugios para desactivar el Equipo alienígena que permite a los héroes luchar contra ellos fácilmente. Pero cuando los alienígenas matan a Jeffrey, uno de los civiles, el grupo carga contra ellos. Después de la batalla, Jimmy se pone en contacto con el Programa Espacial Alpha Flight y luego llega para rescatar al grupo y arrestar al Príncipe Regente, quien Sasquatch le revela a Jimmy que en realidad fue exiliado de Seknarf Seven por traición. Amadeus y Jimmy luego discuten hasta que son transportados a casa. Unos días después, Amadeus, Ms. Marvel y Silk visitan un hospital infantil mientras Jimmy ve el evento en la televisión.
Durante el evento de La Guerra de los Reinos, después de que los Protectores realizan una demostración para la escuela de Jimmy, les ofrece membresía a los Agentes de Atlas; Durante la reunión, son alertados repentinamente por la noticia de la invasión de la Tierra por parte de Malekith. La mayoría de los Nuevos Agentes de Atlas se dirigen a Seúl, mientras que Ms. Marvel se une a Jake Oh y los Campeones en Nueva York. Los Agentes encuentran a Seúl bajo ataque. La aliada de Malekith, la Reina Sindr, y sus fuerzas de Goblin de Fuego de Muspelheim y se unen a los héroes coreanos White Fox, Crescent, Io y Luna Snow que están defendiendo la ciudad. Jimmy queda inconsciente cuando aterriza su avión, lo que obliga a un Amadeus desprevenido, que ahora va por Brawn, a hacerse cargo del equipo. Después de que Sindr amenaza con invocar un volcán en el centro de la ciudad y matar a millones de inocentes, Amadeus usa la tecnología de Bruce Banner para teletransportar a Atlas y sus nuevos aliados lejos de la batalla, permitiendo a Sindr anexarse a Corea del Sur. Luego, Amadeus teletransporta a los héroes chinos Sword Master y Aero, la heroína filipina Wave y la diosa del fuego y volcanes pele de Hawái de Shanghái para ayudar en la lucha contra Sindr. Amadeus, Jimmy y White Fox se contactan con Codec de los Futuros Vengadores de Tokio, la División de Triunfo de Manilla Roja y el Rey Mono Sun Wukong en Beijing para formar un plan de batalla. Después de formular un plan, Brawn enfrenta a Sindr y sus fuerzas directamente, mientras que Aero, Wave y Luna usan el Bifrost negro de Sindr para viajar al Ártico para disminuir su temperatura; Jimmy y los miembros restantes son teletransportados al norte de China, donde Shang-Chi comienza a entrenarlos para su lucha final. Después de una larga lucha, Amadeus finalmente se siente abrumado y es tomado prisionero por Sindr, quien comienza a volar con sus fuerzas al norte de China. Según lo planeado por Brawn, la Reina de Cinders y sus fuerzas llegan al norte de China con un Brawn capturado, solo para ser sorprendidos por los Agentes; Pele se revela como M41, un Atlas místicamente mejorado para Android, que explota en la cara de Sindr, debilitándola. Con el entrenamiento de Shang-Chi, el grupo la derrota, aunque a costa de que Sun Wukong se sacrifique. A pesar de que Jimmy le dio la oportunidad de rendirse, Sindr huye con Bifrost Negro, solo para que los Agentes la sigan con el teletransportador de Brawn, donde ayudan a la Capitana Marvel a derrotarla a ella y a sus fuerzas restantes. Después de la derrota de Malekith, Brawn se enfrenta a Jimmy por ocultar la verdad sobre Pele del equipo y se va para ver cómo está con sus compañeros, mientras que Jimmy lo felicita silenciosamente a él y al resto del grupo.
Después del evento de la Guerra de los Reinos, Jimmy retomó sus funciones como jefe de la Fundación Atlas, mientras que Amadeus es nombrado líder de los Nuevos Agentes. Mientras Amadeus tiene una reunión de video con Jimmy desde el búnker Atlas en Seúl, Isaac Ikeda interrumpe su conversación cuando la ciudad se fusiona repentinamente con otras ciudades dominadas por Asia y Asia en la ciudad portal de Pan. Mientras tanto, Jimmy ha enviado al equipo original a Tailandia para rescatar a un Vengador X capturado. Durante la misión, el grupo se encuentra con un dragón llamado Sr. Thong, quien se revela como un enemigo del Sr. Lao. Thong se burla de los Agentes y la Fundación Atlas que son peones para Lao y les advierte del próximo Choque de Dragones. Después de que los Agentes transmiten su encuentro, Jimmy hace que el equipo descubra más sobre los dragones, señalando que podría haber iniciado la próxima guerra.

## Recepción
Jeff Yang, curador de la exhibición "Marvels & Monsters: Unmasking Asian Images in US Comics, 1942-1986" en el Museo Nacional Japonés Americano, llamó a Jimmy Woo una "excepción positiva" a la representación "en gran parte negativa" de asiáticos y asiáticos. Estadounidenses en los cómics al tiempo en que "la visión de los asiáticos estaba formada por propaganda racista y xenófoba durante la guerra".

## Otras versiones

### Ultimate Marvel
En el universo de Ultimate Marvel, Jimmy Woo es un agente de S.H.I.E.L.D., se asoció con Sharon Carter. Fue presentado en Ultimate Spider-Man # 16, en el que él y Carter están tratando de capturar al Doctor Octopus.

## En otros medios

### Televisión
- Jimmy Woo aparece en The Avengers: Earth's Mightiest Heroes, con la voz de Nolan North.[21]
- En Agents of S.H.I.E.L.D., Jimmy Woo es uno de los contactos vistos en el teléfono celular de Melinda May.[22]

### Universo Cinematográfico de Marvel
Randall Park interpreta a Jimmy Woo en las producciones del Universo Cinematográfico de Marvel. El nombre completo de esta versión es James E. Woo, trabaja como agente del FBI y es oriundo de Bakersfield, California. Además, es más cómico que su encarnación de cómic.
- Presentado en la película Ant-Man and the Wasp (2018), Woo monitorea a Scott Lang mientras este último está bajo arresto domiciliario. A pesar de mostrar cierta animosidad hacia Lang, Woo parece querer ser amigable con él.
- En la miniserie WandaVision (2021), que tiene lugar en 2023, Woo se involucra en un caso de personas desaparecidas en Westview, Nueva Jersey y trabaja con S.W.O.R.D. como enlace federal cuando la población de la ciudad desaparece en circunstancias misteriosas. En colaboración con la agente Monica Rambeau y la astrofísica Dra. Darcy Lewis, descubren que Wanda Maximoff se había apoderado de la ciudad a través de un maleficio. Después de que él, Rambeau y Lewis intentan detener el actuar del director de S.W.O.R.D. Tyler Hayward cuando decide atacar a Maximoff, Hayward los saca de la investigación, pero se vuelven rebeldes para detenerlo y ayudar a Maximoff. Después de que Maximoff elimina el maleficio, Woo y el FBI se hacen cargo de la investigación.
- Park tiene un cameo en Ant-Man and the Wasp: Quantumania (2023).[24] En el, Woo se ha hecho amigo de Scott Lang y comparten un almuerzo juntos.
- Una versión de universo alternativo de Woo aparecerá en la próxima serie animada Marvel Zombies.[25]

### Videojuegos
Jimmy Woo aparece en Marvel Heroes, con la voz de James Sie.